# Рохманів

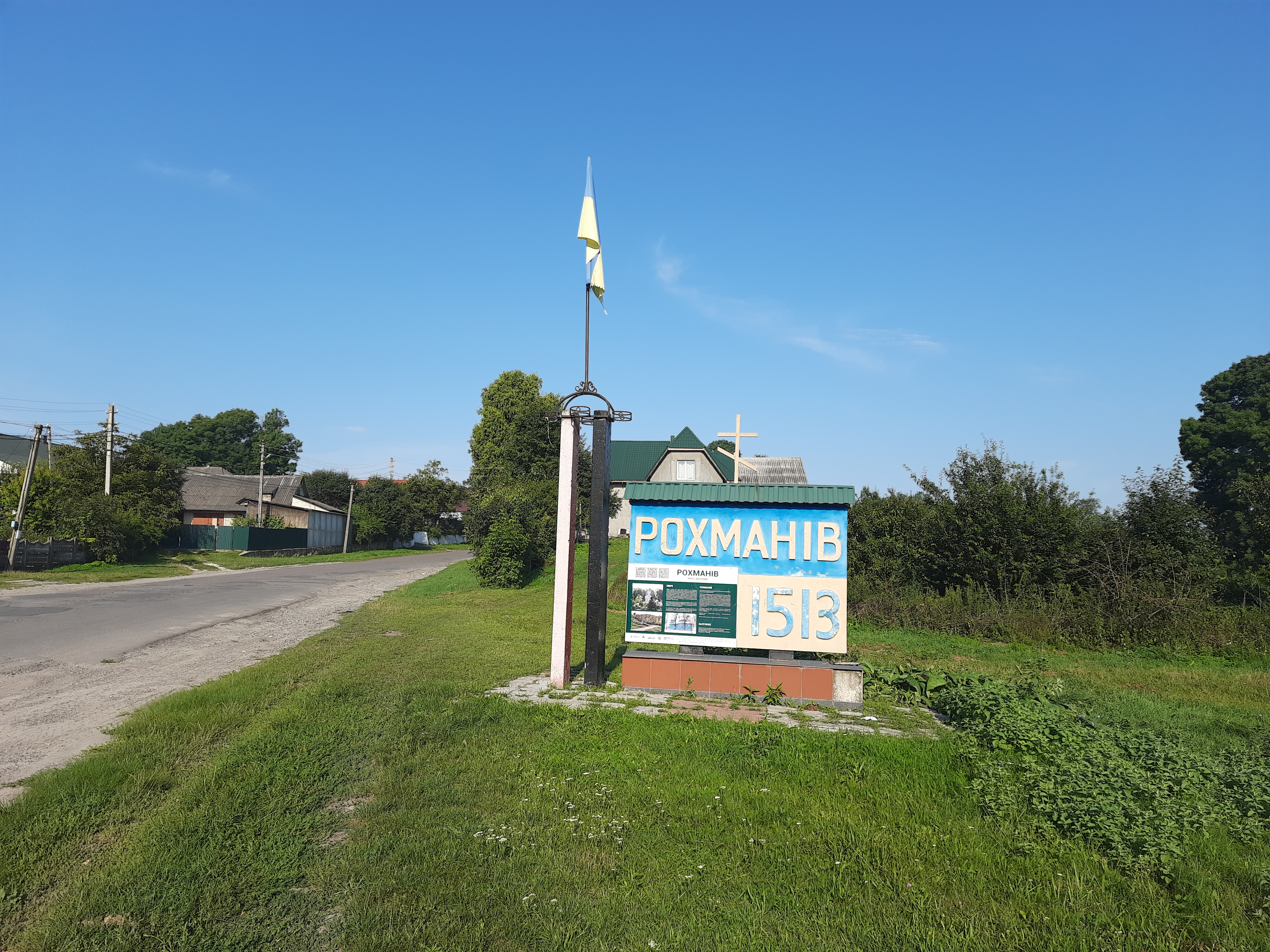
Знак при в'їзді в село

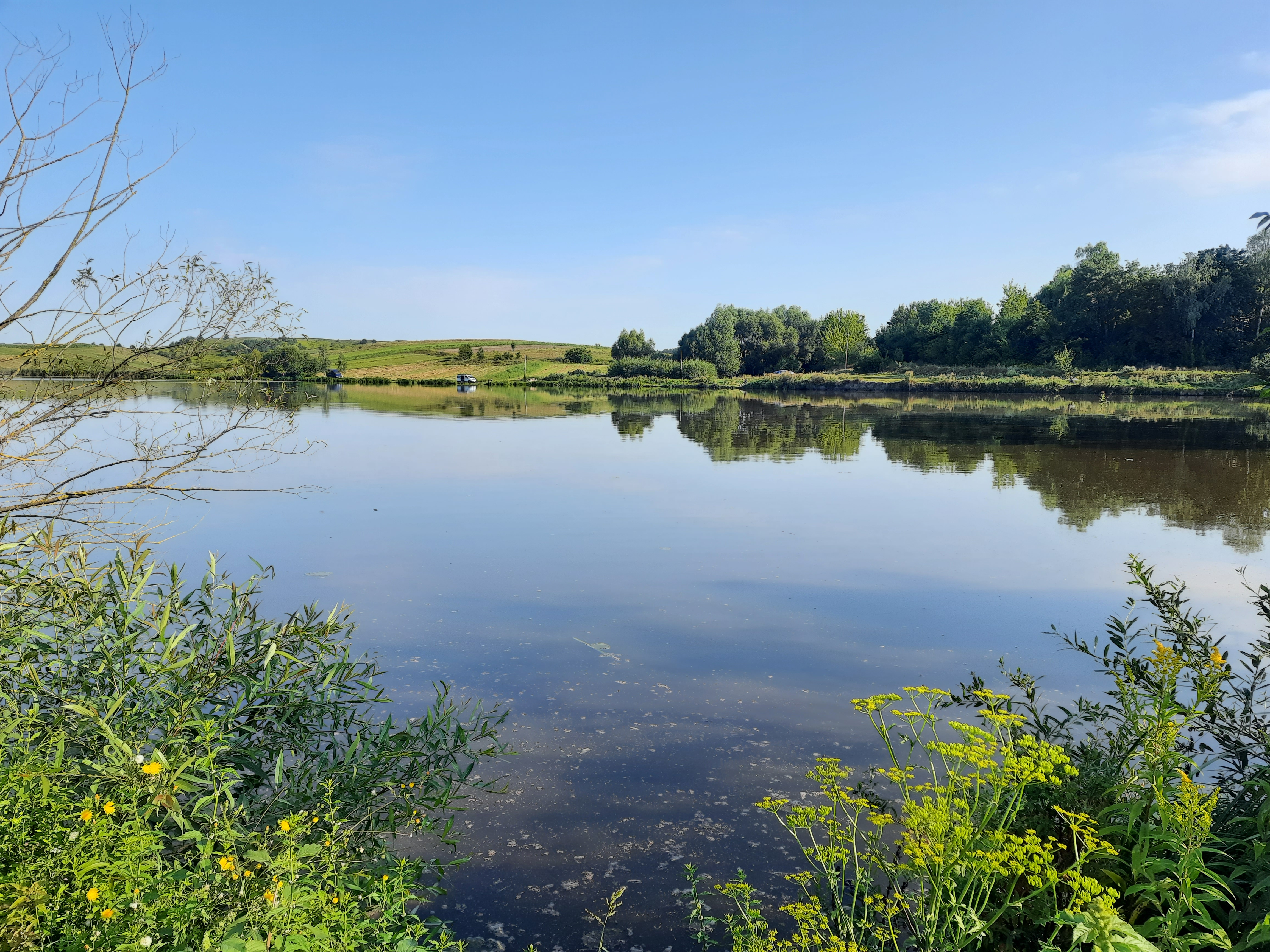
Став біля села

Рохма́нів — село в Україні, у Шумській міській громаді Кременецького району Тернопільської області. До Рохманова приєднано хутір Ново-Рохманів. Розташоване на берегах р. Вілія.
Населення — 750 особа (2016).
Поблизу села є зоологічний заказник — Рохманівський Бобрів гай.

## Історія
Поблизу села виявлено археологічні пам'ятки черняхівської культури.
Перша писемна згадка — 1513 року як Пегаси (Пігаси), від 1580 року називається Рохманів (Рахманів). Назва походить, мабуть, від прізвища Рохман.
1513 року литовський підскарбій Богуш Михайло Боговитинович «За заслуги посольські» отримав у володіння землі давньої Шумської волості: «село Пігаси, Новий Став, містечка Шумськ і Шумбар, села Кути, Залуж, Голибіси, Кордишів, Бриків, Баймаки». 20 листопада 1580 року вперше документально вживається назва Рохманів (акт орендаря Валента Вкринського). 
5 січня 1596 року у листі Вацлава Боговитина Рохманів названо центром маєтності Рохманівського ключа. У другій половині XVI століття родиною Боговитиновичів споруджується перший Рохманівський замок.
15 грудня 1605 року Рохманівський ключ перейшов у володіння одного із наймогутніших магнатів Речі Посполитої, ревного охоронця українства і православ’я, – князя  Михайла Корибута-Вишневецького. Після його смерті Рохмановом опікувалася його удова, Раїна Вишневецька-Могилянка, меценатка української культури, двоюрідна сестра Київського митрополита Петра Могили. ЇЇ коштом засновано монастирі, за її підтримки писалися літописи, розвивалось волинське книгодрукування.
1619 року в маєтку Раїни Вишневецької-Могилянки діяла Рохманівська друкарня Кирила Транквіліона-Ставровецького, який у ній видав «Євангеліє учительноє» та збірку своїх проповідей на неділю та свята. Окремі частини цієї праці присвятив Раїні Могилянці-Вишневецькій, в маєтку якої проживав, працював. Цей твір був засуджений Собором українських православних єпископів, 1627 року в Москві наказали його «на пожарах спалити».
У першій половині XVII ст. Рохманів переживає період розквіту. Містечко, розташоване на торгівельному шляху, перебувало під опікою одного з найвидатніших родів Східної Європи. Тут працювали ремісники, торгували купці, діяв монастир Святої Трійці. 1669 року Рохманів став королівщиною – Михаіл Вишневецький був обраний королем Речі Посполитої.
1672 року у місті сталася велика пожежа. Король мусив звільнити Рохманів від сплати податку терміном на 12 років. Новим лихом стали напади турецько-татарських військ. 1676 року, за висловом тогочасного літописця, «Рохманів з присілками сплюндрований дощенту і села на присілки обернулися».
23 квітня 1725 року Рохманів, як посаг однієї з князівен Вишневецьких, переходить у власність князя Михаіла Казимира Радзівілла. Однак Вишневецькі не поривають зв’язків з Рохмановом. 1730 року «коштом городян і князів Вишневецьких» на місці спаленого монастиря Святої Трійці збудовано однойменний храм, який діє і донині.
27 червня 1747 року в Рохманівському замку князь Радзівілл підписує затверджувальну грамоту на церковні землі в селі Обич. Це – остання документальна згадка про Рохманівський замок. 1793 року, під час другого поділу Польщі, Рохманівський ключ увійшов до складу Російської імперії.
Протягом ХІХ століття Рохманів втрачає статус містечка. Міське життя, розвиток торгівлі і промисловості зосереджується у волосних центрах імперії, а таким став недалеко розташований Шумськ. У кінці ХІХ ст. тут діяли дві школи «…одна від незапам’яних часів, а друга – від 1882 року». (О.Цинкаловський). У селі працювало два вітряки, водний млин та сукновальня з приводом від млинового колеса. Через село проходив «поштовий тракт» – дорога із регулярним перевезенням пасажирів, пошти та комерційних вантажів». У Шумську на той час проходило 12 ярмарків на рік, що створювало можливості для комерційної діяльності рохманівців. Після польського повстання 1863 року Рохманівський маєток було конфісковано у польських шляхтичів Сементовських і передано російським поміщикам Рогузьким. У кінці ХІХ ст. у Рохманові нараховувалось 78 дворів та 504 жителі.           
Під час Першої світової війни безпосередньо через Рохманів фронт не проходив, проте село підпадало під мобілізацію, під конфіскації, евакуації, втрачаючи молоді робочі руки, коней, запаси продовольства. Картини проходження валок й обозів через Рохманів описано на сторінках роману «Волинь» Уласа Самчука.
22 січня 1918 року Четвертим Універсалом Центральної Ради було проголошено незалежність УНР. Україна вступила в добу визвольних змагань. Їх полум’я не раз торкалося Рохманова. Поблизу села вели бойові дії Третій та П’ятий полки корпусу Українських Січових Стрільців. 
У жовтні 1919 року Рохманів був одним із центрів селянського повстання проти польської окупації. Визвольні змагання 1917-1921 рр. закінчилися поразкою. Територія України була розділена між Радянською Росією і Польською Республікою. Рохманів, як і вся Шумщина, увійшов до Волинського Воєводства Польщі.
Значний внесок для розвитку освіти та подолання неписьменності у селі зробило культурно-освітнє товариство «Просвіта», яке виникло 14 березня 1925 року в будинку Якима Липчука. Це була хата-читальня, яка нараховувала 68 книг. Утиски з боку польської влади змушували рохманівських просвітян переносити читальню з однієї оселі до іншої, здійснювати постачання нових книг конспіративно, про що свідчать архівні документи.
На 1936 рік село входило до ґміни Шумськ Кременецького повіту.
Окрім «Просвіти», осередком національного життя в Рохманові була громада автокефальної церкви. Священик Дубицький згуртував громаду, організував церковний хор. У вересні 1939 року, вже в перші тижні діяльності, радянською владою було ліквідовано «Просвіту», всі інші політичні партії і організації. Почались масові арешти. Зокрема, у 1940 році був заарештований священик Дубицький, який згодом загинув у радянських таборах.
Шумщина була одним із основних центрів українського повстанського руху. Край входив до території військової округи УПА «Волинь-Південь», у складі якого діяли курені «Крука», сотня Гука. У липні 1943 року під час рейду на Шумськ село Рохманів на деякий час зайняли  повстанці куреня Хрона. Десятки жителів Рохманова пішли до УПА, брали активну участь у підпільній роботі ОУН.  Більшість з них заплатили волею або життям за любов до України, за прагнення бачити її незалежною соборною державою.
Одним із таких був Василь Андрійчук, який народився в с. Рохманів. З 1943 по 1951 роки займав різні посади в підпіллі ОУН, був активним учасником українського національно-визвольного руху. Спочатку він працював на посаді референта Служби безпеки Шумського районного проводу ОУН. Через діяльність ворожої агентури був усунений з цієї посади та деякий час переховувався самостійно. У 1948 року В. Андрійчук знову встановлює зв’язок з діючим підпіллям ОУН, розбудовує технічно осередки, які друкували різні підпільні листівки, брошури. У 1949 року під його керівництвом на Гальчиній горі починає діяти підпільна друкарня імені Тараса Шевченка, яка видавала десятки тисяч листівок для Рівненської, Тернопільської та Хмельницької  областей, за що він отримує підвищення. У цей час активно розбудовує підпілля на півночі Хмельницької області. З 1950 Андрійчук Василь («Боровик») очолює Кременецьку округу ОУН та її основну базу – Кременецький провід ОУН. Тоді ж перебазовується в Степанівський ліс на Хмельниччині, де загинув 25.03.1951 року у запеклому бою з переважаючими силами ворога.
Після Другої світової війни 1950 року в Рохманові розпочала свою роботу школа, приміщенням для якої служив двоповерховий будинок пані Порайської Антоніни. Школа була семирічна, її відвідували школярі із сусідніх сіл: Залужжя та  Васьковець. Тому приміщення будинку Порайських було недостатнє. Силами батьків та вчителів споруджена додаткова будівля. Приміщення нової школи в Рохманові відкрите у 1967 році.
У 2014 році на фасаді Рохманівської школи було відкрито меморіальну дошку в пам'ять про загиблого Жуковського В. (брав участь у афганській війні).
12 червня 2020 року, відповідно до розпорядження Кабінету Міністрів України № 724-р «Про визначення адміністративних центрів та затвердження територій територіальних громад Тернопільської області» село увійшло до складу Шумської міської громади.
19 липня 2020 року, в результаті адміністративно-територіальної реформи та ліквідації Шумського району, село увійшло до складу Кременецького району.
16 грудня 2022 року відбувся чин похорону Максима Михно — українського військовослужбовця, старшого солдата Збройних сил України, учасника російсько-української війни.

## Населення

### Мова
Розподіл населення за рідною мовою за даними перепису 2001 року:
| Мова       | Кількість | Відсоток |
| ---------- | --------- | -------- |
| українська | 766       | 99.61%   |
| російська  | 3         | 0.39%    |
| Усього     | 769       | 100%     |

## Релігія

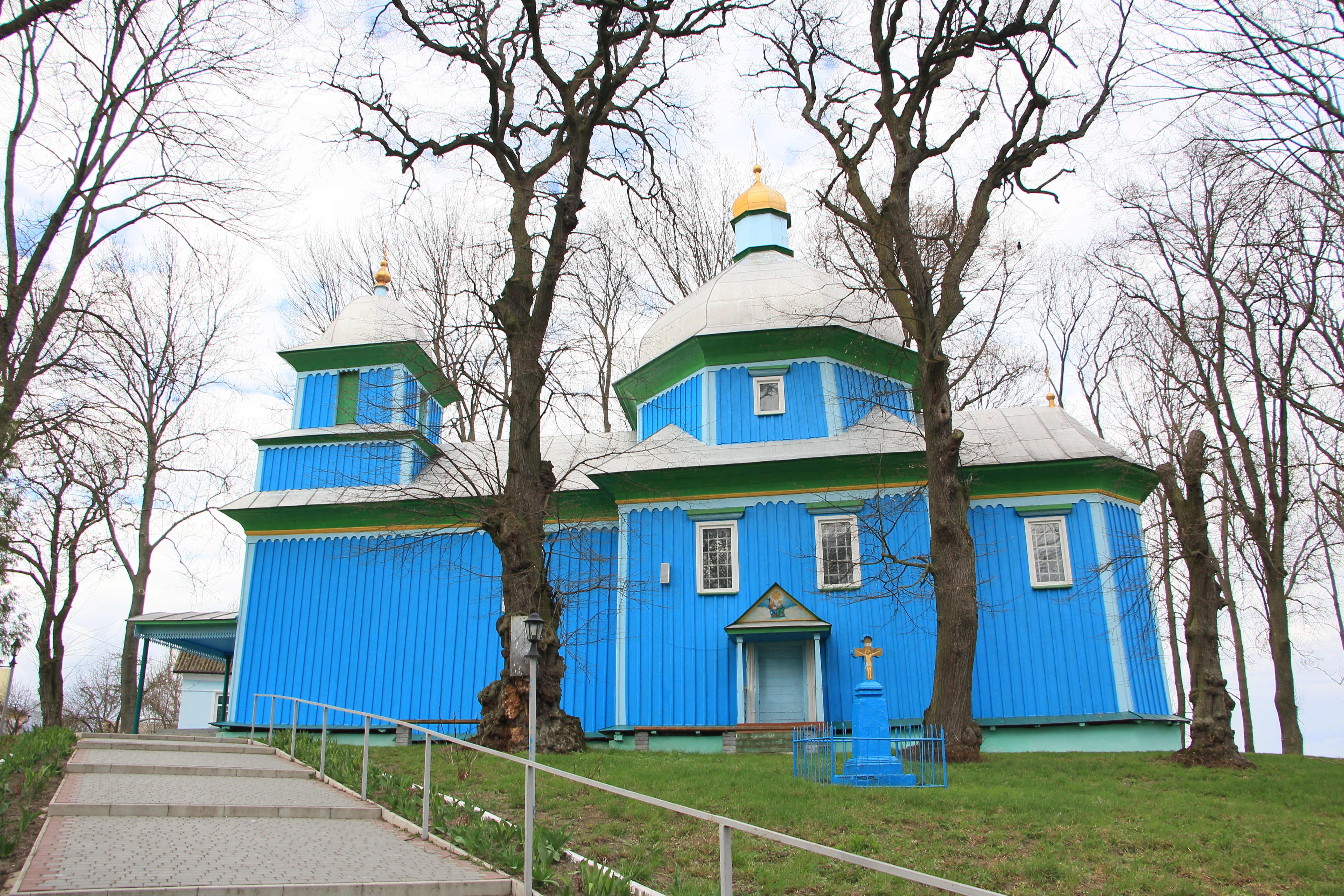
Дерев'яна церква

- Церква святої Трійці (1730 року, дерев'яна). До 2005 року перебувала у користуванні громади УПЦ (МП), після утворення у селі громади УПЦ Київського патріархату, у яку увійшла абсолютна більшість парафіян, почались суперечки через почергове користування церквою. На початку міжконфесійного конфлікту Тернопільська ОДА видала розпорядження, яке передавало церкву у користування двом громадам, однак УПЦ (МП) не визнала цього рішення й подала до суду. Постановою Вищого адміністративного суду України від 31 серпня 2006 року відповідні розпорядження ОДА були визнані незаконними та скасовані. Парафіяни УПЦ КП подала апеляцію на рішення Вищого адміністративного суду до Верховного суду і вона була задоволена, але прихильники УПЦ МП вкотре відмовились почергово використовувати церкву для богослужінь[8].

У 2011 році молитовний намет знесли, наступного року громаді УПЦ (МП) села Рохманів виділили землю [Архівовано 14 квітня 2021 у Wayback Machine.] під будівництво новової церкви. 17 грудня 2016 року на новозбудовану церкву УПЦ (МП) підняли купол.

## Пам'ятки
Споруджено пам'ятники воїнам-односельцям, полеглим під час німецько-радянської війни (1970);  встановлено пам'ятний хрест на честь 50-річчя створення УПА(1993 р.).

## Соціальна сфера
У селі діють: Рохманівська школа І-ІІ ступенів, бібліотека, відділення зв'язку, дитячий садочок "Сонечко", 2 торгових заклади. У селі народилися священик, протоієрей Юхим Добротвор (1903-1944), учасник війни в Афганістані Василь Жуковський (1967-1987), літераторка Олеся Найдюк (1992 р.н.). Поблизу села є зоологічний заказник "Бобрів Гай".

## Відомі люди
- Андрійчук Василь («Боровик»)  — заступник керівника Кременецького окружного проводу ОУН, лицар Срібного хреста заслуги УПА.
- Чорторийська Софія Михайлівна[9] — княгиня, засновниця Рохманівської друкарні,[10] донька житомирського старости, дружина Вацлава Боговитина Шумбарського — волинського хорунжого,[10] нащадка Богуша Михайла Боговитиновича.